# Karel Poláček
Karel Poláček, né à Rychnov nad Kněžnou le 22 mars 1892 et mort au camp de concentration de Gliwice le 21 janvier 1945, est un écrivain, journaliste et humoriste tchèque, d'ascendance juive.

## Biographie
Il étudie au lycée de Rychnov, qu'il quitte pour Prague où il étudie à l'université Charles. De 1914 à 1918, il participe à la Première Guerre mondiale, d'abord sur le front russe et puis en Serbie. En 1919, il travaille pour la Commission tchécoslovaque d'import-export, alors qu'il écrit déjà pour les magazines comme Tribuna et Nebojsa.
En 1920, il épouse son amour de jeunesse Adéla.
À partir des années 1920, il participe au groupe informel des intellectuels de Prague, proches du président de la République Tomáš Masaryk, Pátečníci, aux côtés de Ferdinand Peroutka, Karel Čapek ou Josef Čapek.
Journaliste, il écrit dans divers journaux, dont Lidové noviny, de 1922 à 1923, puis de 1933 à 1939 comme chroniqueur judiciaire et essayiste.
En 1931, il travaille brièvement comme scénariste pour Studios Barrandov à Prague. Début 1939, il quitte sa femme pour s'installer chez sa maîtresse Dora Vaňáková, juriste de formation. De 1942 à 1943, il travaille pour la communauté juive de Prague. En juillet 1943, il est déporté à Theresienstadt. En octobre 1944, il est transféré à Auschwitz et ensuite à Hindenburg où il meurt dans des conditions incertaines.

## Galerie

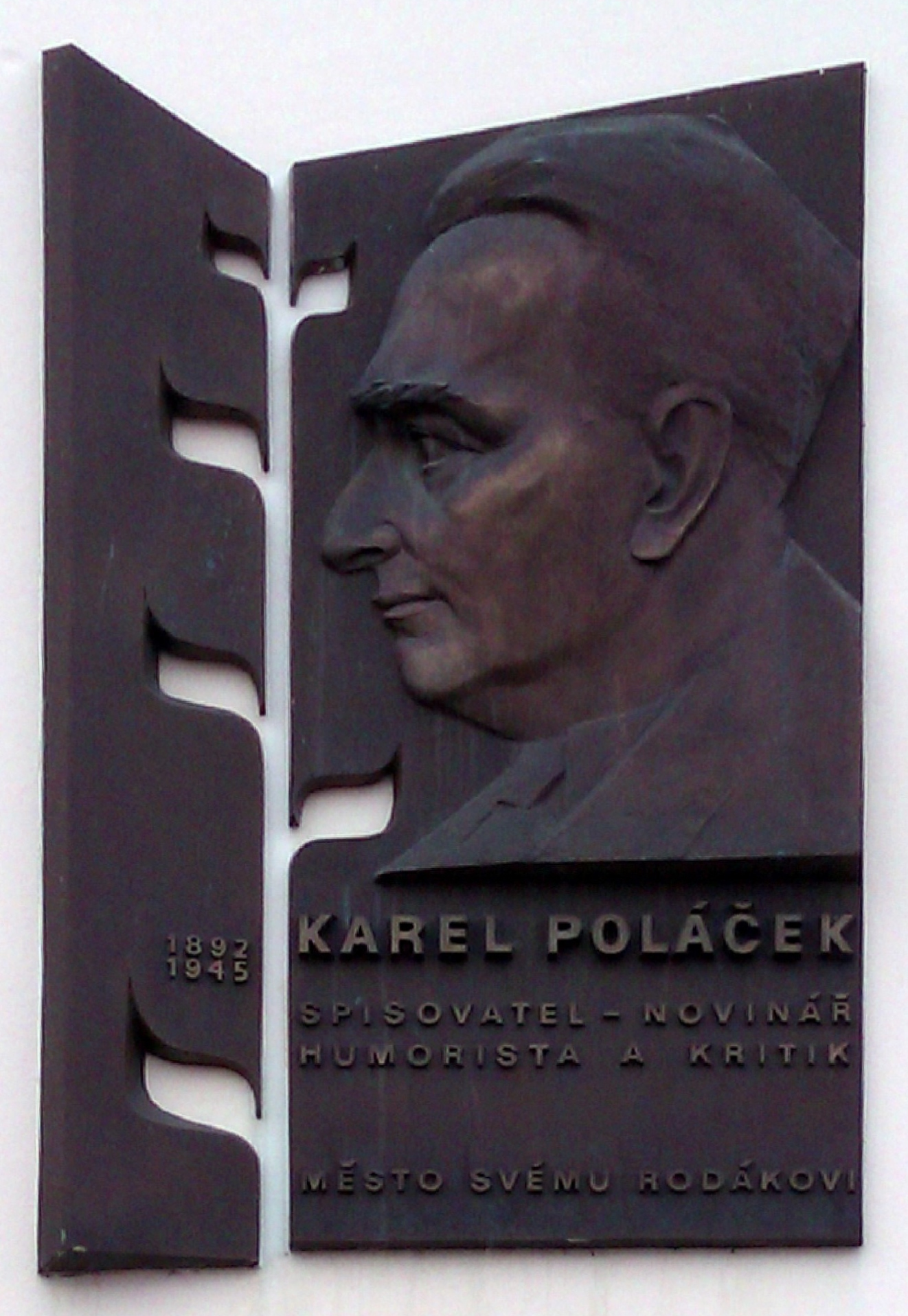
Plaque commémorative dans sa ville natale Rychnov nad Kněžnou
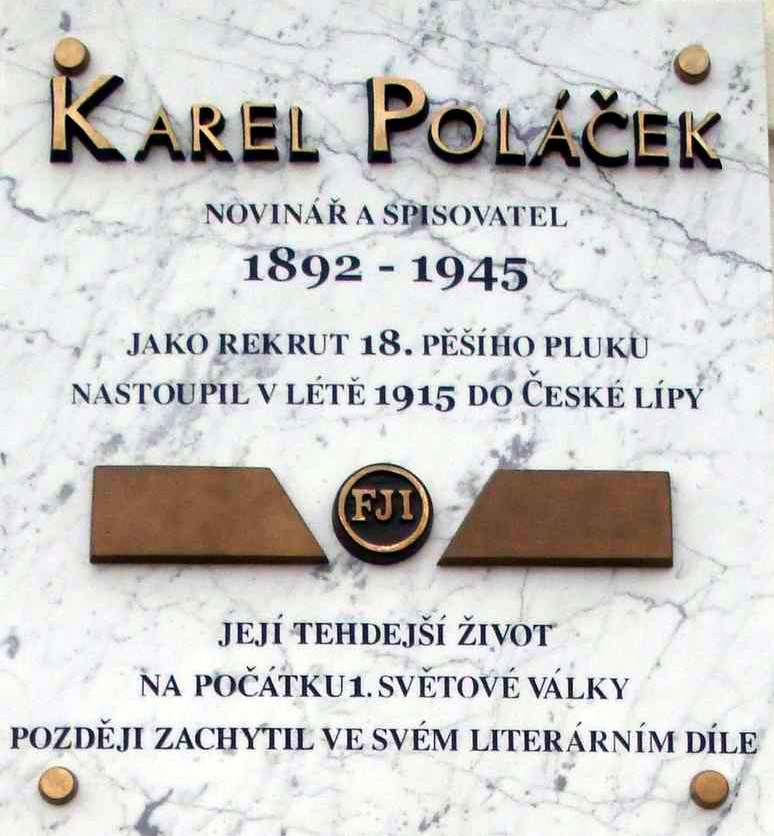
Plaque commémorative à Česká Lípa (Bohême du Nord)

## Traductions en français
- Les Hommes hors-jeu (Muži v ofsajdu, roman traduit par Martin Daneš), Éditions Non Lieu, 2013  (ISBN 978-2-35270-146-0)
- Nous étions cinq (Bylo nás pět, roman traduit par Martin Daneš), Éditions de la Différence, 2017  (ISBN 978-2-7291-2316-1)
- L'audience principale (Hlavní přelíčení, roman traduit par Martin Daneš), Ginkgo éditeur, 2023  (ISBN 978-2-84679-540-1)

Martin Daneš publie en 2020 simultanément en Tchéquie et en France Les Mots brisés, roman biographique sur Karel Poláček, comportant quelques traductions inédites de Poláček en français  (ISBN 978-2-7291-2353-6).